# Abfall-Zwischenlager Unterweser 1
Das Abfall-Zwischenlager Unterweser 1 (AZU 1; ehemals LUW-Lager Unterweser) ist ein Lager für schwach- und mittelradioaktive Abfälle am Standort des Kernkraftwerks Unterweser.

## Geschichte
Das Lager wurde am 24. Juni 1981 zunächst bis zum 31. Dezember 1995 befristet genehmigt. Im selben Jahr wurde das Lager in Betrieb genommen. Mit der Genehmigung vom 29. November 1991 wurde die Befristung bis zum 31. Dezember 1998 verlängert, am 6. November 1998 wurde sie per Bescheid aufgehoben.
Seit dem 1. Januar 2020 ist die BGZ Gesellschaft für Zwischenlagerung die Betreibergesellschaft des AZU 1.

## Daten
Das Lager ist etwa 71 m lang, 29 m breit und 8 m hoch und für ein Aktivitätsinventar von bis zu 1,85 × 1015 Bq genehmigt.
Neben Gebinden aus dem Standort Unterweser sind im AZU 1 auch Gebinde aus dem Kernkraftwerk Stade eingelagert.

## Meldepflichtige Ereignisse
Bisher kam es zu keinen meldepflichtigen Ereignissen nach der Atomrechtlichen Sicherheitsbeauftragten- und Meldeverordnung.